# Stefany Ferrer Van Ginkel
Stefany Ferrer Van Ginkel (Campo Grande, 17 de octubre de 1998) es una futbolista profesional española que juega como centrocampista. Es notable por haber sido la primera futbolista extranjera en jugar en la Liga MX Femenil.

## Biografía
Ferrer nació en Campo Grande, Brasil en 1998. Fue adoptada junto a sus dos hermanas por una familia española, con la que se mudó a una localidad cercana a Barcelona. Empezó a jugar fútbol en la escuela secundaria, y fue convocada por el RCD Espanyol, equipo con el que logró el ascenso a segunda división y en el que anotó 49 goles en una temporada.
Más adelante se mudó a los Estados Unidos luego de obtener una beca en la Universidad de Virginia Occidental. Allí decidió postularse para participar en el programa de televisión Ultimate Goal, lo que le permitió llamar la atención del club Angel City FC. En junio de 2021 el club mexicano Tigres FC le ofreció un contrato, convirtiéndose en la primera futbolista extranjera en jugar en la Liga MX Femenil. En enero de 2022 regresó a Estados Unidos para fichar por el mencionado Angel City FC, club en el que permaneció hasta finales de ese año.Acto seguido, fue anunciada como nuevo refuerzo de la escuadra Jijantas FC de la Queens League.

## Controversia
Ferrer fue acusada de un video haciendo el saludo nazi, más tarde la misma aclararía que el brazo extendido es la posición de los ciudadanos mexicanos de saludo a su bandera

## Clubes
- 2014-2015 - Club de Fútbol Igualada
- 2015-2016 - Atlétic Vilafranca
- 2016-2017 - Espanyol B
- 2021 - 2022 - Tigres UANL
- 2022 - Angel City FC
- 2023 - Jijantas FC